# Armin D. Lehmann
Armin Dieter Lehmann (23 de maig de 1928 – 10 d'octubre de 2008) va ser un correu de les Joventuts hitlerianes al Führerbunker cap al final de la vida d'Adolf Hitler, deixant-lo només poc després que Hitler es suïcidés. Després de la guerra, va passar la resta de la seva vida viatjant, fent turisme i escrivint com activista de la pau.
Lehmann nasqué al barri de Múnic de Waldtrudering, va rebre educació al Gymnasium de Breslau i va assistir a classes de periodisme a Múnic després de la guerra.

## Com a darrer correu de Hitler
Segons el mateix Armin D. Lehmann, no va tenir elecció per a ser de les Joventuts hitlerianes i es va unir al Deutsches Jungvolk (DJV), la branca júnior de les Hitlerjugend el gener de 1945. Va ser condecorat amb la Creu de Ferro per ferides de guerra. Va ser seleccionat pel Reichsjugendführer Artur Axmann com a membre de la delegació dels Hitlerjugend Helden (Herois de les Joventuts hitlerianes) per a visitar el Führer a Berlín el dia del seu aniversari. Va trobar Adolf Hitler al jardí de la Cancelleria del Reich fora del seu bunker el dia del seu darrer aniversari, el 20 d'abril del 1945 i va ser un dels seus darrers correus. Va ser testimoni també dels darrers dies d'Eva Braun, Martin Bormann, i Joseph Goebbels i la seva família i estava a l'adjacent Sala de festes de la Cancilleria quan Hitler es suïcidà. Aconseguí arribar a la zona estatunidenca d'ocupació d'Alemanya i emigrà als Estats Units el 1953, allà va ser professor de l'United States Armed Forces Institute, (USAFI), i va ser coordinador de transport a la base aèria de Tachikawa del Japó.
Lehmann va escriure 10 llibres, incloent Travel and Tourism, An Introduction To Travel Agency Operations, i Travel Agency Policy & Procedures Manual.
L'any 1969 va ser honorat amb el "Community Leader of America Award." 
Entre els seus llibres de les seves experiències de quan era jove, s'inclouen Hitler's Last Courier i In Hitler’s Bunker. També va produir un documental titulat Eyewitness to History.
Com activista de la pau, Lehmann participà en la campanya del Professor Linus Pauling, "Campaign For Nuclear Weapons Disarmament."
Va viatjar a més de 150 països fent conferències sobre la no-violència
Lehmann morí a Coos Bay, Oregon.